# Certe donne brillano
Certe donne brillano è un singolo del cantautore italiano Luciano Ligabue, pubblicato l'8 marzo 2019 come secondo estratto dal dodicesimo album in studio Start.
Il brano è stato distribuito in download digitale, in contemporanea con l'uscita dell'album. La canzone rimane in vetta alle classifiche Radio Airplay, stilate settimanalmente da EarOne, per 7 settimane consecutive dall’uscita. In Italia è stato il 27º singolo più trasmesso dalle radio nel 2019.

## Video musicale
Il videoclip è stato pubblicato l'8 marzo 2019 sul canale YouTube del cantante ed è stato girato il 27 febbraio 2019 all'Italghisa, una discoteca di Reggio Emilia.
CrossMediaFilms, la casa di produzione che ha prodotto il video, ha selezionato circa 200 ragazze, dal fanclub ufficiale di Ligabue "BarMario", come comparse per il videoclip. Inoltre, ad affiancare Ligabue sul palco, figurano quattro musiciste donne, al basso Alena Mengo, alla chitarra Simona Sansovini, alle tastiere Lucia Castellano, e alla batteria Martina Nobili.
Il giorno precedente alla pubblicazione del singolo, il videoclip è stato mostrato in anteprima alla fine del TG1.

## Formazione
Musicisti
- Luciano Ligabue – voce
- Federico Nardelli – basso, chitarra acustica, chitarra elettrica, chitarra a 12 corde, pianoforte, sintetizzatore, organo, moog, cori
- Giordano Colombo – batteria
- Niccolò Bossini – chitarra
- Federico Poggipollini – cori

Produzione
- Federico Nardelli – produttore
- Claudio Maioli – produzione esecutiva
- Giordano Colombo – registrazione
- Pino Pischetola – missaggio
- Antonio Baglio – mastering
- Antonio Chindamo – assistente di studio
- Jacopo Federici – assistente di studio